# 郑州市金水区黄河路第三小学

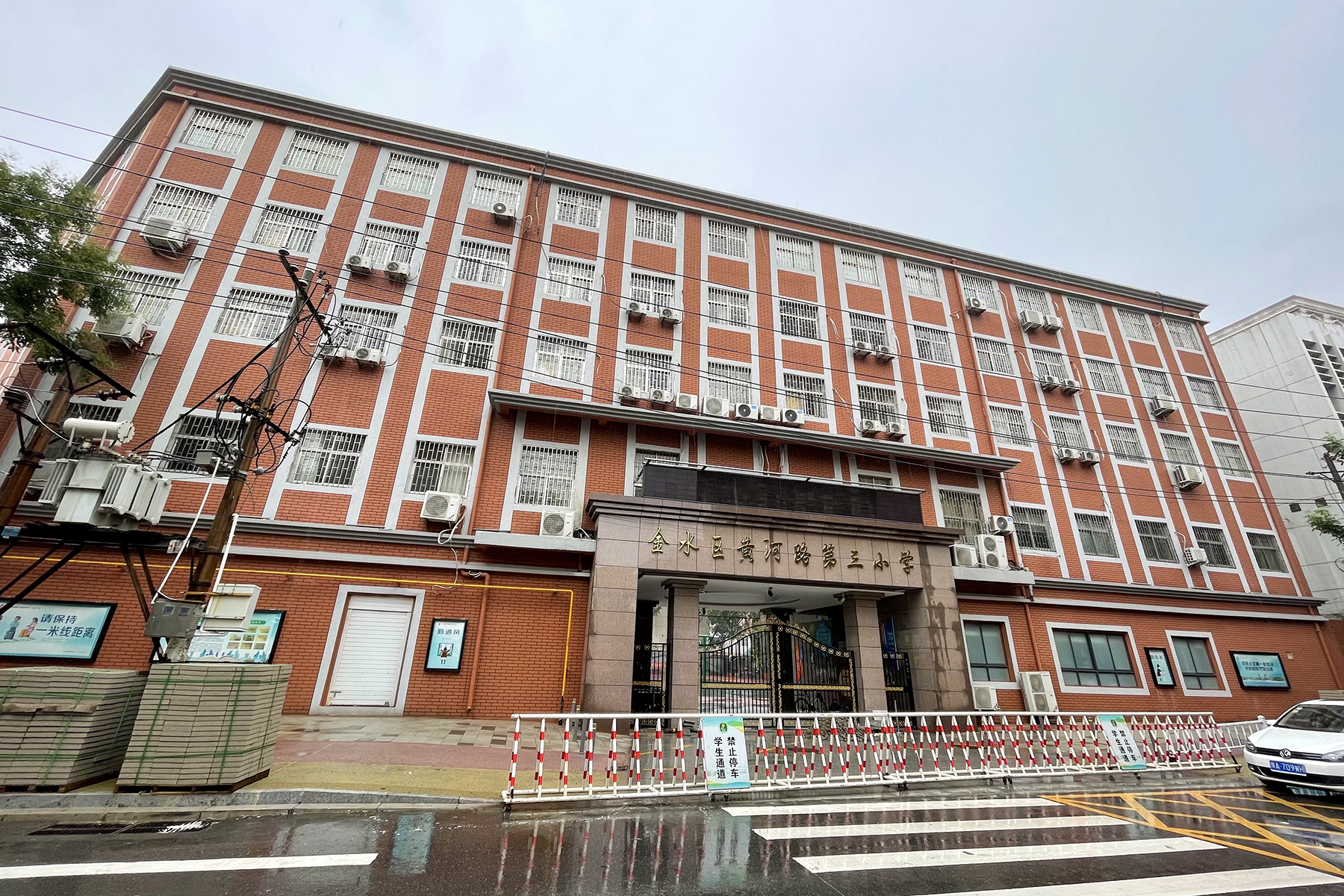
郑州金水区黄河路第三小学正门

郑州市金水区黄河路第三小学是中国河南省郑州市的一所小学，位于河南省郑州市金水区政六街9号。

## 沿革
1964年学校创立，为区直属小学。1997年，郑州市政府开始对包括黄河路第三小学在内的六所小学举行扩建工程。